# Kurt Krieger (Unternehmer)
Kurt Krieger (* 2. April 1948 in Berlin-Schöneberg) ist ein deutscher Unternehmer.

## Leben
Nach seinem Abitur 1967 am Ranke-Gymnasium in Berlin-Wedding absolvierte Krieger ein Bankpraktikum und begann 1967 mit seiner kaufmännischen Tätigkeit im Bereich der Einrichtungshäuser. Er gründete an der Pankstraße das Möbelhaus Höffner neu; die Namensrechte hatte er für 25.000 Mark erworben. Nebenher nahm er ein Studium der Betriebswirtschaftslehre auf, das er nach mehrfachen Unterbrechungen 1975 an der TU Berlin abschloss.
Nach der deutschen Wiedervereinigung begann er, das Unternehmen nach Ostdeutschland auszudehnen. In den neuen Ländern ist er beispielsweise Eigentümer der Einkaufszentren Elbe Park und Kaufpark in Dresden, Chemnitz Center in Chemnitz und Thüringen Park in Erfurt.
2002 wurde Krieger auch Mehrheitsaktionär der hessischen Kette Möbel Walther, organisierte 2007 einen Squeeze-out und integrierte dieses Unternehmen 2015 schließlich in die Krieger Handel SE. Anfang 2004 stieg er in das Familienunternehmen Möbel Kraft ein, dem die Insolvenz drohte; seit 2021 ist Möbel Kraft eine 100-prozentige Tochtergesellschaft der Krieger Handel Holding SE & Co. KG. Ende 2018 übernahm er die Finke-Gruppe, deren Häuser umfirmiert und ebenfalls in die Krieger Handel Holding SE & Co. KG integriert wurden.
Im Jahr 2010 erwarb eines seiner Unternehmen ein rund 34 Hektar großes Gelände in Berlin-Pankow, um dort das neue Wohnviertel Pankower Tor zu errichten. Dieses Gelände liegt am S- und U-Bahnhof Pankow. Es erstreckt sich entlang der Bahntrasse und der Granitzstraße, von der Mühlenstraße im Westen über die Berliner Straße hinaus bis zum S-Bahnhof Pankow-Heinersdorf und der Prenzlauer Promenade im Osten. Frühstens 2026 soll der Bau beginnen.
Im Jahr 2023 versuchte er erneut, in Hofheim-Diedenbergen einen Gewerbepark für ein Möbelhaus zu entwickeln. Mit diesem Vorhaben war er 2007 an der Mehrheit der Stadtverordnetenversammlung gescheitert.

## Ehrung, Vermögen und Privates
Zu seinem 60. Geburtstag verlieh ihm die Gemeinde Schönefeld für seine Verdienste die Ehrenbürgerschaft.
Forbes schätzte sein Vermögen im April 2022 auf 1,4 Mrd. US-Dollar (umgerechnet 1,27 Mrd. Euro).
Krieger ist mit der Sopransängerin Barbara Krieger verheiratet, hat zwei Töchter und einen Sohn.